# Nature Biotechnology
Nature Biotechnology est une revue scientifique britannique spécialisée dans les aspects de la recherche en biotechnologie. Nature Biotechnology est une revue de très haut niveau publiée en anglais une fois par mois depuis 1996.

## Historique
Cette revue prend la suite de Bio/technology fondée en 1983 et rebaptisée Nature Biotechnology en 1996. Il s'agit d'une revue d'excellence dont le facteur d'impact en 2013 est de 39,080, ce qui en fait un des 10 journaux scientifiques les plus cités au monde.